# Élections fédérales australiennes de 2010
Des élections fédérales se tiennent le 21 août 2010 en Australie afin d'élire les 150 sièges de la Chambre des représentants et 40 des 76 sièges du Sénat. Ces élections, annoncées le 17 juillet 2010 par le gouverneur général Quentin Bryce, initient la 43e législature du Parlement d'Australie.
Le Parti travailliste (ALP, centre-gauche), mené par le Premier ministre Julia Gillard, gagne les élections contre la coalition d'opposition de centre-droit formée par le Parti libéral d'Australie (LPA) et le Parti national d'Australie (NPA) et menée par le chef de l'opposition Tony Abbott, après avoir formé un gouvernement minoritaire avec le soutien des Verts australiens et de trois parlementaires indépendants.
L'ALP et la coalition d'opposition ont chacun gagné soixante-douze sièges à la Chambre des représentants (qui compte 150 sièges), soit quatre de moins que le nombre requis pour la majorité : c'est le premier Parlement sans majorité depuis 1940.

## Contexte
À la suite des élections fédérales de 2007, le Parti travailliste australien (ALP) de Kevin Rudd avait retrouvé le pouvoir après onze années d'opposition, avec 83 députés sur 150, tandis que la coalition entre le Parti libéral d'Australie (LPA) et le Parti national d'Australie (NPA) avait dû se contenter de 65 élus, les deux derniers sièges revenant à des indépendants.
Rudd étant devenu de plus en plus impopulaire après l'échec de l'introduction d'une « bourse du carbone » et sa volonté controversée de taxer spécifiquement les compagnies minières, il a été remplacé le 24 juin 2010 par son adjointe, Julia Gillard, qui avait aussitôt annoncé sa volonté d'organiser de nouvelles élections.
Quant à l'opposition, elle est dirigée depuis le 1er décembre 2009 par Tony Abbott, ancien ministre de la Santé de John Howard qui a défait Malcolm Turnbull, ex-ministre de l'Environnement, lors de l'élection à la présidence du LPA.

## Mode de scrutin
L'Australie est régie par un système de vote obligatoire.
Les cent cinquante membres de la Chambre des représentants sont élus au scrutin uninominal à un tour, selon le principe du vote alternatif. Concernant le Sénat, ses membres sont élus au moyen du scrutin proportionnel, grâce à un mode de scrutin à vote unique transférable. Celui-ci se renouvelle partiellement à chaque scrutin : six sénateurs, sur douze, des six États ainsi que les quatre sénateurs des deux territoires fédéraux remettent leur sièges en jeu.

### Répartition des sénateurs soumis à renouvellement
| État                                   | Représentation          | État                  | Représentation          |
| -------------------------------------- | ----------------------- | --------------------- | ----------------------- |
| Nouvelle-Galles du Sud                 | ALP : 3 LPA : 2 NPA : 1 | Victoria              | ALP : 2 LPA : 3 FFP : 1 |
| Queensland                             | ALP : 2 LPA : 2 NPA : 2 | Australie-Occidentale | ALP : 2 LPA : 3 Grn : 1 |
| Australie-Méridionale                  | ALP : 3 LPA : 3         | Tasmanie              | ALP : 2 LPA : 3 Grn : 1 |
| Territoire de la capitale australienne | ALP : 1 LPA : 1         | Territoire du Nord    | ALP : 1 CLP : 1         |

## Principaux partis et candidats
| Parti | Parti                                                | Leader | Leader                         | Élu(e) de                        | Idéologie                  | Résultat en 2007        |
| ----- | ---------------------------------------------------- | ------ | ------------------------------ | -------------------------------- | -------------------------- | ----------------------- |
|       | Parti travailliste australien Australian Labor Party |        | Julia Gillard Premier ministre | Lalor Victoria                   | Social-démocratie          | 83 députés 18 sénateurs |
|       | Coalition Libéral/National The Coalition             |        | Tony Abbott                    | Warringah Nouvelle-Galles du Sud | Libéralisme, conservatisme | 55 députés 18 sénateurs |
|       | Verts australiens Australian Greens                  |        | Bob Brown                      | Tasmanie                         | Écologie                   | 0 députés 5 sénateurs   |

## Campagne

### Sondages
| Date             | Voix par parti | Voix par parti | Voix par parti | Voix par parti | Préférence | Préférence |
| Date             | ALP            | Lib/Nat        | Verts          | Autres         | ALP        | Lib/Nat    |
| ---------------- | -------------- | -------------- | -------------- | -------------- | ---------- | ---------- |
| 17-18/08/2010    | 35 %           | 44 %           | 14 %           | 7 %            | 50 %       | 50 %       |
| 13-15/08/2010    | 38 %           | 41 %           | 14 %           | 7 %            | 52 %       | 50 %       |
| 06-08/08/2010    | 38 %           | 42 %           | 13 %           | 7 %            | 52 %       | 50 %       |
| 30/07-01/08/2010 | 37 %           | 44 %           | 12 %           | 7 %            | 50 %       | 50 %       |
| 23-25/07/2010    | 40 %           | 42 %           | 12 %           | 6 %            | 52 %       | 48 %       |
| 16-18/07/2010    | 42 %           | 38 %           | 12 %           | 8 %            | 55 %       | 45 %       |
| 25-27/06/2010    | 42 %           | 40 %           | 10 %           | 8 %            | 53 %       | 47 %       |

## Résultats

### Chambre des représentants
| Parti                           | Parti                           | Voix       | %       | Sièges | +/- |
| ------------------------------- | ------------------------------- | ---------- | ------- | ------ | --- |
|                                 | Coalition Libéral/National      | 5 365 529  | 43,32 % | 72     | +7  |
|                                 | Travaillistes                   | 4 711 363  | 37,99 % | 72     | -11 |
|                                 | Verts australiens               | 1 458 998  | 11,76 % | 1      | +1  |
|                                 | Indépendants                    | 392 496    | 2,52 %  | 4      | +2  |
|                                 | National (WA)                   | 43 101     | 0,34 %  | 1      | +1  |
| TOTAL (participation : 93,21 %) | TOTAL (participation : 93,21 %) | 11 971 487 | 95,93 % | 150    | N/A |
| Deux partis préférés            |                                 |            |         |        |     |
|                                 | Travaillistes                   | 6 216 445  | 50,12 % | 72     | -11 |
|                                 | Coalition Libéral/National      | 6 185 918  | 49,88 % | 72     | +7  |

Il est à noter que pour la première fois dans l'histoire australienne, un Aborigène a été élu membre de la Chambre des représentants : Ken Wyatt (libéral), dans la circonscription de Hasluck, dans la banlieue de Perth en Australie-Occidentale.

### Sénat
| Parti                           | Parti                           | Voix       | %       | Sièges | Sénateurs | +/- |
| ------------------------------- | ------------------------------- | ---------- | ------- | ------ | --------- | --- |
|                                 | Coalition Libéral/National      | 4 871 871  | 38,30 % | 18     | 34        | -3  |
|                                 | Travaillistes                   | 4 469 734  | 35,13 % | 15     | 31        | -1  |
|                                 | Verts australiens               | 1 667 315  | 13,11 % | 6      | 9         | +4  |
|                                 | Autres                          | 458 266    | 3,60 %  | 1      | 2         | ±   |
| TOTAL (participation : 93,82 %) | TOTAL (participation : 93,82 %) | 11 467 186 | 90,04 % | 40     | 76        | N/A |

## Conséquences
Comme le Royaume-Uni trois mois plus tôt, l'Australie se retrouve dans la situation d'un Parlement sans majorité (Hung Parliament), dans lequel aucune des deux principales forces politiques ne dispose de la majorité absolue de 76 sièges, une première depuis 1940. Aussi bien le Premier ministre travailliste Julia Gillard que le chef de l'Opposition, le libéral Tony Abbott, ont annoncé leur intention de négocier avec les indépendants la formation d'une majorité parlementaire.
Le 7 septembre 2010, Gillard annonce avoir reçu le soutien d'un troisième député indépendant, après avoir déjà reçu celui du seul député écologiste, ce qui lui donne une majorité absolue de 76 députés.